# Anders Johansson i Kråkered
Anders Emil Johansson (i riksdagen kallad Johansson i Kråkered), född 17 september 1891 i Kalvs socken, död 6 oktober 1975 i Borås, var en svensk lantbrukare och politiker (folkpartist). 
Anders Johansson, som kom från en bondefamilj, var lantbrukare i Kråkered i Borås, där han också var verksam i lantbrukarrörelsen på regional nivå. Han var även ordförande i Södra Älvsborgs nykterhetsförbund och ledamot i Folkpartiets verkställande utskott och förtroenderåd (motsvarande partistyrelse).
Johansson var riksdagsledamot i första kammaren 1954–1961 för Älvsborgs läns valkrets. I riksdagen var han bland annat suppleant i bevillningsutskottet 1954-1961 samt i statsutskottet 1957–1961. Han engagerade sig främst i jordbrukspolitik.